# Silver - Il libro dei sogni
Silver - Il libro dei sogni è un romanzo young-adult scritto da Kerstin Gier nel 2013, e pubblicato in Italia dalla Corbaccio nel 2014. È il primo libro della serie, ed è seguito da Silver - La porta di Liv e Silver - L'ultimo segreto.

## Trama
Olivia Silver, detta anche solo Liv, è una quindicenne che passa la propria adolescenza a trasferirsi di città in città con la madre Ann, la sorellina Mia e la balia Lottie. È proprio durante uno di questi trasferimenti, più precisamente a Londra, che arriva, per le due sorelle, una notizia inaspettata: la madre Ann ha intenzione di trasferirsi in maniera permanente a casa del nuovo compagno Ernest Spencer. Ciò che la protagonista e la sorellina non si aspettano è di incappare nelle vicende della famiglia Spencer, composta, oltre che da Ernest, dai due fratelli gemelli Grayson e Florence, dallo zio Charles e da Mrs Dimbleby, domestica della casa. Sfortunatamente, per Liv questa non è l’unica novità: da tempo ha iniziato a fare sogni singolari, in cui si trova in un cimitero di notte ed assiste a un rituale esoterico praticato da quattro ragazzi. Approfondendo la natura di questi sogni, Liv si accorge che i ragazzi non sono altro che Grayson e i suoi amici, nonché studenti della stessa scuola della protagonista. Inizia così per Liv la scoperta dell’intricato mondo onirico e della realtà sogni lucidi, attraverso porte colorate, corridoi ed enigmi, fino a ritrovarsi nel mistero più cupo nel quale potesse incappare.

## Personaggi
- Olivia Silver, detta Liv, ha sempre fatto sogni molto movimentati
- Mia Silver, sorella minore di Liv, esperta di indagini di qualsiasi genere
- Ann Matthews, mamma di Liv
- Lottie Waslhuber, bambinaia di Liv e Mia
- Ernest Spencer, compagno di Ann
- Grayson Spencer, figlio di Ernest e fratello gemello di Florence
- Florence Spencer, figlia di Ernest e sorella gemella di Grayson
- Charles Spencer, fratello di Ernest, odontoiatra
- Mrs Dimbleby, domestica e cuoca di casa Spencer
- Henry Harper ha la passione per i sogni
- Arthur Hamilton, il ragazzo più bello dell'emisfero occidentale
- Jasper Grant, il ragazzo più scemo dell'emisfero occidentale
- Persefone Porter-Peregrin, per Liv un incubo fatto persona
- Anabel Scott, ragazza di Arthur dalla tragica infanzia
- Emily Clark, ragazza di Grayson, caporedattrice del giornale scolastico
- Sam Clark, fratello brufoloso di Emily
- Tom Holland, ex ragazzo di Anabel, defunto
- Secrecy, bè.... meglio mantenere il segreto
- Princess Buttercup, nome completo: Princess Buttercup formely know as Doctor Watson; nuovissima rappresentante della singolare razza del cane della biosfera dell'Entlebuch
- Spot, gatto della famiglia Spencer, identico a un cuscino da arredamento
- Callum Caspers, genio della matematica e compagno di ballo di Florence
- Amy Harper, sorellina di quattro anni di Henry
- Lancelot, West-Highland terrier di Anabel, defunto
- Hazel Pritchard nominata soltanto nel blog
- Mr Wu, ex maestro di Kung Fu di Liv.

## Trasposizione cinematografica
Nel 2023 è stato distribuito il film Silver e il libro dei sogni, diretto da Helena Hufnagel, tratto dal primo libro della saga di Kerstin Gier.